# F.M.F
株式会社F.M.F（エフ・エム・エフ、英: F.M.F Co,.Ltd.）は、日本の音楽マネジメント企業。
バンド活動をしていた経緯を持ち、ギターを得意とする作家が多くみられるのが特色の一つと言える。また、現役で音楽ユニットを組んで活動する作家もみられる。近年では、アニメ主題歌及びキャラクターソングへの提供も目立つ。特に『けいおん!』シリーズなどの作品への提供が有名である。また、これに留まらず、ソロで活動する声優に対しても楽曲提供やプロデュースを行うことも多くなってきており、提供先として真田アサミ、原田ひとみ、日笠陽子、平野綾、水樹奈々など多数挙げられる。また、Flying-pan名義での劇伴の制作を担当することもある。
2020年7月、F.M.FとTaWaRaのアーティストマネジメント部門が独立・合併し「CAT entertainment」が設立された。

## 所属者

### 作詞家
- 稲葉エミ（作詞、音楽ユニットsoluaのヴォーカリストとしても活動中。）
- 唐沢美帆（作詞、TRUE名義でアニソン歌手としても活動中。）
- LINDEN（作詞）

### 作曲・編曲
- 小森茂生（作曲・編曲、キーボード）
- 百石元（作曲・編曲・プロデュース、ギター）
- yamazo（作曲・編曲、ギター）
- 工藤嶺（作曲・編曲、ベース）
- eba（作曲・編曲、ギター）
- 奈良悠樹（作曲・編曲、ギター）
- やしきん（作詞・作曲・編曲、ギター）
- 奥井康介（作曲・編曲・ギター）
- 大畑拓也（作詞・作曲・編曲)
- 高尾奏之介（作詞・作曲・編曲、ピアノ）
- 栁舘周平（作詞・作曲・編曲、ベース）
- 岩嵜壮志（作曲・編曲、ヴァイオリン）
- Tom-H@ck（作曲・編曲、ギター）
- 草野華余子（作詞・作曲）※業務提携
- hotaru（作詞）
- 安田悠基(KanadeYUK)（作曲・編曲）
- うたたね歌菜(KanadeYUK)（作曲・編曲、ピアノ）
- 杉下トキヤ（作詞・作曲・編曲、ギター）
- RINZO（作曲・編曲、キーボード）
- タカハシヒビキ（作曲・編曲）
- 哥丸雄貴（作曲・編曲）
- 大石昌良（作詞・作曲・編曲・ギター・ボーカル）※アーティストとしてはCAT entertainment所属
- ZAQ（作詞・作曲・編曲）※アーティストとしてはCAT entertainment所属

### クリエイター
- 上條直之（エンジニア）
- 井野健太郎（エンジニア）

### アーティスト
- maimie（ボーカル・コーラス）
- cadode
- 安月名莉子

### 俳優・声優
- 高宗歩末（声優・俳優）